# Mitteldeutscher Kulturrat

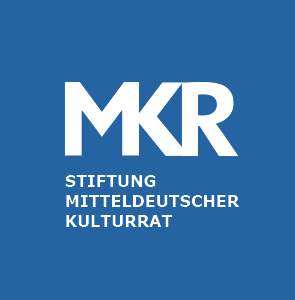
Logo der Stiftung Mitteldeutscher Kulturrat

Der Mitteldeutsche Kulturrat (MKR) besteht seit 1955 als gemeinnütziger Verein, der 1976 in eine gemeinnützige Stiftung des privaten Rechts umgewandelt wurde. Vereins- und Stiftungssitz war und ist Bonn. Die Stiftung MKR pflegt Kultur, Künste und Wissenschaften in den neuen Bundesländern. Mit Veröffentlichungen, Vorträgen, Veranstaltungen und Förderprojekten wird das Stiftungsziel erreicht.

## Gründungsgeschichte
Gegründet wurde der Verein am 6. März 1955 in Hannover von sieben Wissenschaftlern, die nach der deutschen Teilung in die Bundesrepublik umgesiedelt waren. Am 10. Mai wurde der Verein mit Sitz in Bonn in das Vereinsregister eingetragen. Vereinsziel war, die kulturellen Belange der im Bundesgebiet ansässigen Deutschen aus den Heimatgebieten Sachsen, Sachsen-Anhalt, Thüringen, Berlin-Mark Brandenburg, Mecklenburg und Pommern trotz der Teilung in einer Vereinigung vertreten zu wissen. Themen aus den Bereichen Kunst, Geschichte und Brauchtum wurden im MKR durch Publikationen, Ausstellungen, Vorträge und Kongresse thematisiert. Heimatverbundenheit trotz deutscher Teilung sollte bewahrt werden. Damit reiht sich der Mitteldeutsche Kulturrat in die Tradition der Heimatvertriebenenorganisationen in Landsmannschaften einige Jahre zuvor ein. Trotz der schwierigen Realität der deutschen Teilung wurde 1958 in die Satzung aufgenommen, dass die kulturellen Belange aller Mitteldeutschen vor der Öffentlichkeit durch den Verein vertreten werden sollen.

## Stiftungsgeschichte
Am 13. November 1975 wurde der Verein in eine rechtsfähige Stiftung des privaten Rechts umgewandelt und trug fortan den Namen Stiftung Mitteldeutscher Kulturrat. Vornehmlicher Stiftungszweck war die „Wahrnehmung und Vertretung der mitteldeutschen Beiträge zur gesamtdeutschen Kultur, Förderung der Kulturleistung der aus Mitteldeutschland stammenden Deutschen.“ Das Stiftungsvermögen beruht auf § 29 Abs. 2 des Gesetzes zur Abwicklung der unter Sonderverwaltung stehenden Vermögen von Kreditinstituten, Versicherungsunternehmen und Bausparkassen vom 21. März 1972 (BGBl 1972 I, S. 465) und § 4 Ziffer 2d der Westvermögen-Zuführungsverordnung vom 23. August 1974 (BGBl 1974 I, S. 2082).
Mit der Wiedervereinigung passte der Vorstand 1990 die Stiftungssatzung den historischen Umständen an. Als Stiftungszweck erübrigten sich Aktivitäten zur Wahrung der gemeinsamen deutschen Kultur und der Informationsbedarf über Kulturgeschichte auf dem Territorium der einstigen DDR. Fortan widmete sich der Stiftungszweck der länderübergreifenden Pflege der mitteldeutschen Beiträge zur deutschen Kultur sowie der Unterstützung aller Bestrebungen und Maßnahmen von Einzelpersonen und gemeinnütziger Organisationen, die diesem Ziel dienen. Insbesondere sollen Arbeiten auf den Gebieten der Kunst und Wissenschaft sowie der Ästhetik der Kulturlandschaft unterstützt werden.

## Organe der Stiftung
Die Organe der Stiftung sind der Vorstand, der Stiftungsrat sowie der beratende Stiftungsbeirat. Der Vorstand der Stiftung besteht aus dem Vorsitzenden, der die Bezeichnung „Präsident der Stiftung Mitteldeutscher Kulturrat“ trägt, dem stellvertretenden Vorsitzenden sowie dem Geschäftsführer. Aktueller Präsident der Stiftung Mitteldeutscher Kulturrat ist der Theologe Uwe Czubatynski.

## Publikationen
Die Stiftungsarbeit zeichnet sich durch eine intensive Publikationstätigkeit aus. Herauszuheben ist das seit 1994 erscheinende Mitteldeutsche Jahrbuch für Kultur und Geschichte, worin in Aufsätzen, Gedenkartikeln, Jahresberichten und Rezensionen eine vielfältige Bandbreite mitteldeutscher Kultur erforscht wird. Seit 1995 erscheint der jährliche Kultur Report mit Hinweisen auf aktuelle kulturelle Aktivitäten in Mitteldeutschland. Die Rezensionen des Mitteldeutschen Jahrbuchs für Kultur und Geschichte sind auf dem Portal recensio.regio zu finden.

## Förderung
Im Bereich Kunst und Kultur, Völkerverständigung, Wissenschaft und Forschung fördert die Stiftung MKR Projekte in Mitteldeutschland.